# Emma Fuhrmann
Emma Cate Fuhrmann (Dallas, 15 september 2001) is een Amerikaanse actrice. Ze is voornamelijk bekend van rollen als Finnegan O'Neil in The Magic of Belle Isle, Espn Friedman in Blended en Cassie Lang in Avengers: Endgame.

## Biografie
Fuhrmann is een fervent supporter van de Alzheimer's Association en is sinds 2011 een van hun Celebrity Champions. Ook steunt ze de gezinnen van Amerikaanse soldaten via The Boot Campaign. Tevens werkt ze met kanker-patiënten in het Cook Children's Hospital in Fort Worth

## Carrière
Ze begon haar filmcarrière met de hoofdrol in de film The Magic of Belle Isle. Verder had ze een bijrol in de Adam Sandler-film Blended en in de film Lost in the Sun uit 2015. Tevens speelde ze rol van de tiener Cassie Lang in Avengers: Endgame.

## Filmografie

### Film
| Jaar | Titel                   | Rol             | Opmerkingen |
| ---- | ----------------------- | --------------- | ----------- |
| 2009 | The Fandango Sisters    | Lil' Tiffany    |             |
| 2012 | The Magic of Belle Isle | Finnegan O'Neil |             |
| 2014 | Blended                 | Espn Friedman   |             |
| 2015 | Lost in the Sun         | Rose            |             |
| 2019 | Avengers: Endgame       | Cassie Lang     |             |

### Televisie
| Jaar | Titel                  | Rol              | Opmerkingen  |
| ---- | ---------------------- | ---------------- | ------------ |
| 2010 | Chase                  | Sissy Peele      | 1 aflevering |
| 2010 | The Good Guys          | Junior Officer   | 1 aflevering |
| 2011 | Prime Suspect          | Amanda Patterson | 1 aflevering |
| 2018 | Chicago Fire           | Erica Ballard    | 1 aflevering |
| 2017 | Girl Followed          | Regan Lindstrom  | tv-film      |
| 2020 | Murder in the Vineyard | Beatrice Kirk    | tv-film      |